# Kayak
Kayak — нидерландская прог-рок-группа, образованная в 1972 году Тоном Шерпензилом и Пимом Копманом. В 1973 году вышел их дебютный альбом «See See The Sun», в котором было 3 хита-сингла. Сразу после этого, по их словам, в печати они были немедленно названы «новой голландской супергруппой». Их популярность пришлась главным образом на Нидерланды, где их лучший хит «Ruthless Queen» занял 6-е место в нидерландских чартах. Группа распалась в 1982 году, выпустив в итоге 9 альбомов.
В 1999 году группа была приглашена выступить на ТВ-шоу «De Vrienden van Amstel Live». После выступления музыканты решили возродить группу. С тех пор ими было выпущено ещё 4 студийных и 2 концертных альбома.
Новый альбом Kayak, «Coming Up For Air», заявлен к выходу в конце 2007 года. После выпуска альбома Kayak отправится в турне отпраздновать 35-летие группы.

## Состав

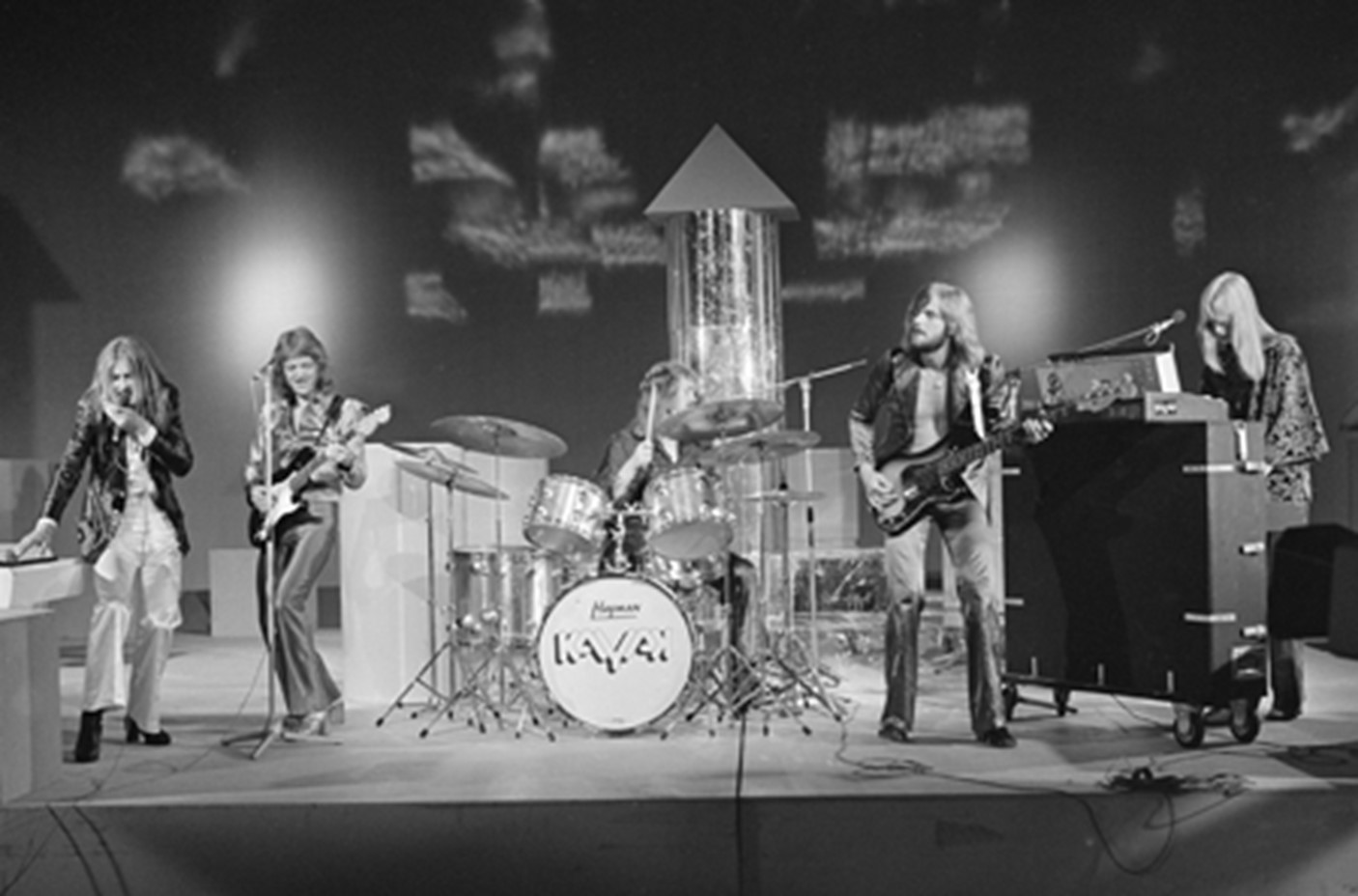
Kayak (1974)

### Текущий состав
- Тон Шерпензил — клавишные (1972—1982, с 1999)
- Барт Швертманн — вокал (с 2017)
- Марсел Сингор — гитара, вокал (с 2017)
- Кристофер Гильденлёв — бас (с 2017)
- Ханс Эйкенар — ударные (2009—2016, с 2018)

### Бывшие участники
- Пим Копман — ударные (1972—1976, 1999—2009, ум. 2009)
- Карл Схаутен — ударные (1976—1978)
- Колин Лейенар — ударные (2017—2018)
- Макс Вернер — вокал (1972—1978, 1999—2000), ударные (1978—1982)
- Эдвард Рекерс — клавишные, вокал (1978—1982, 2003, 2005—2014)
- Берт Херинк — вокал (2000—2005)
- Синди Аудсхорн — вокал (2003—2014)
- Моник ван дер Стер — вокал (2005)
- Йохан Слагер — гитара (1972—1982), скончался 22 января 2025 года[1].
- Берт Вельдкамп — гитара (1975—1976, 1999—2005)
- Роб Винтер — гитара (1999—2003)
- Йост Вергоссен — гитара (2003—2016)
- Роб Вюндеринк — гитара, вокал (2001—2016)
- Сес ван Леувен — бас (1972—1975)
- Тео де Йонг — бас (1976—1978)
- Питер Шерпензил — бас (1978—1982)
- Ян ван Ольффен — бас (2005—2016)
- Ирен Линдерс — бэк-вокал, тексты (1978—1981)
- Катрин Лапторн — бэк-вокал (1978—1981)

## Дискография

### Студийные альбомы
- 1973 — See See the Sun
- 1974 — Kayak II
- 1975 — Royal Bed Bouncer
- 1976 — The Last Encore
- 1977 — Starlight Dancer
- 1978 — Phantom of the Night
- 1980 — Periscope Life
- 1981 — Merlin
- 2000 — Close to the Fire
- 2001 — Night Vision
- 2003 — Merlin – Bard of the Unseen
- 2005 — Nostradamus: the Fate of Man (двойной)
- 2008 — Coming up for Air
- 2009 — Letters from Utopia (двойной)
- 2011 — Anywhere but Here
- 2014 — Cleopatra – The Crown of Isis (2014) (двойной)
- 2018 — Seventeen
- 2021 — Out of This World

### Концертные альбомы
- 1981 — Eyewitness (записан живьем в студии)
- 2001 — Chance for a Lifetime (двойной)
- 2007 — Kayakoustic
- 2008 — The Anniversary Concert (двойной + DVD Highlights)